# バスケットボール女子オランダ代表
バスケットボール女子オランダ代表（Netherlands women's national basketball team）は、オランダバスケットボール連盟により国際大会に派遣される女子バスケットボールのナショナルチームである。

## 主な国際大会成績
- オリンピック
  - 出場なし
- W杯の成績
  - 1979年 － 8位
- ユーロバスケットの成績